# Ella Marie Hætta Isaksen
Ella Marie Hætta Isaksen (Tana, 25 april 1998) is een Noorse zangeres en milieuactiviste uit Finnmark, een deel van Noors Lapland. Ze verwierf internationale bekendheid door Liet International 2017 te winnen.

## Biografie
Haar zangcarrière begon in 2016 toen ze deelnam aan de Samische liedjeswedstrijd "Sámi Grand Prix". Dit is een wedstrijd over heel Lapland. Ze won deze editie met het nummer Luoddaearru, in het Noord-Samisch. Door deze overwinning mocht ze deelnemen aan de Internationale editie: de Liet International 2017. Deze editie vond plaats in Kautokeino, Lapland. Aan het einde van de avond was het duidelijk dat Isaksen het festival met 44 punten had gewonnen. Het was al de vijfde overwinning van een Lapse artiest op het festival.
In 2018 nam ze deel aan de het Noorse tv-programma Stjernekamp. In dit muziekprogramma nemen bekende Noren het tegen elkaar op in verschillende muziekgenres.
Ze is actief in de Electro-Joik-groep: ISÁK. Deze groep bestaat uit haarzelf, Daniel Eriksen en drummer Aleksander Kostopoulos. De band kondigde in mei 2023 hun split aan, met hun laatste concert in september in de Rockefeller Music Hall in Oslo.
Ze speelde de hoofdrol in de Noorse dramafilm Ellos eatnu - La elva leve die op 12 mei 2023 in première ging.
Isaksen was de woordvoerder van de Sami-milieuactivisten tijdens de demonstraties in Oslo van 23 februari tot 3 maart 2023 in verband met de afbraak van de windmolenparken in hun leefgebied.
- Bibsys: 1542227317470
- Gemeinsame Normdatei: 1244885061
- International Standard Name Identifier: 0000 0004 8662 7639
- MusicBrainz: 7c36ee37-8ca2-4254-ad4b-cba869e97376
- Virtual International Authority File: 1403154380996730290991